# Pleure
Pleure – miejscowość i gmina we Francji, w regionie Burgundia-Franche-Comté, w departamencie Jura.
Według danych na rok 1990 gminę zamieszkiwały 364 osoby, a gęstość zaludnienia wynosiła 72 osoby/km² (wśród 1786 gmin Franche-Comté Pleure plasuje się na 401. miejscu pod względem liczby ludności, natomiast pod względem powierzchni na miejscu 802.).